# Pădureni (okręg Vaslui)
Pădureni – wieś w Rumunii, w okręgu Vaslui, w gminie Pădureni. W 2011 roku liczyła 1198 mieszkańców.